# پپتید شبه‌گلوکاگون ۱

پپتید شبه گلوکاگون ۱ و دیابت

پپتید شبه‌گلوکاگون ۱ (انگلیسی: Glucagon-like peptide-1) یا به اختصار GLP-1، یکی از هورمون‌های پپتیدی با ۳۰ آمینواسید است. این پروتئین در «سلول‌های ال» در دستگاه درون‌ریز روده‌ها و نرون‌های دستگاه عصبی مرکزی (در ساقهٔ مغز) پس از صرف غذا ساخته می‌شود.
پپتید شبه‌گلوکاگون ۱ همچون پلی‌پپتید مهاری معده یک اینکرتین است، در نتیجه می‌تواند قند خون را از طریق ترشح انسولین کاهش دهد. علاوه بر آن، این هورمون‌های پپتیدی چندین اثر محافظتی و تنظیمی هم دارند؛ اما برخلاف پلی‌پپتید مهاری معده فعالیت این هورمون در جریان دیابت نوع ۲ حفظ می‌شود و پژوهش‌های گسترده‌ای در زمینهٔ استفاده از درمان‌های مبتنی بر آن صورت پذیرفته‌است. برخلاف درمان‌های مبتنی بر انسولین و سولفونیل‌اوره، درمان‌های وابسته به پپتید شبه‌گلوکاگون ۱ با کاهش وزن و خطر کمتری از هیپوگلیسمی همراه است که دو مسألهٔ مهم برای بیماران مبتلا به دیابت نوع ۲ است.
نیمه‌عمر پتید شبه‌گلوکاگون ۱ در حدود ۲ دقیقه است.
برخی مواد مغذی همچون اسیدهای آمینه ضروری، اسید چرب و فیبر غذایی ترشح پتید شبه‌گلوکاگون ۱ را تحریک می‌کنند.
این پروتئین در «سلول‌های ال» در دستگاه درون‌ریز روده‌ها (به‌ویژه درازروده و روده بزرگ) تحت تأثیر مواد مغذی و عوامل گوناگون عصبی و درون‌ریز ساخته می‌شود.